# Manning Rangers
Manning Rangers F.C. war ein Fußballverein aus der Stadt Durban in Südafrika, der 1928 gegründet wurde und 1997 unter Cheftrainer Gordon Igesund erster Meister der Premier Soccer League war.
2006 kam für den Klub der Bankrott und er wurde für 1,5 Mio. Rand von der Fidentia Group aufgekauft und als Fidentia Rangers in Kapstadt neugegründet. Dieser Verein wurde allerdings 2007 ebenfalls umbenannt, heute heißt er Ikapa Sporting FC.

## Titel
- Meister der Premier Soccer League 1997
- Osman Spice Works Cup 1985
- Sieger FPL Knockout 1979, 89
- Coca-Cola Shield 1977